# 海卫三

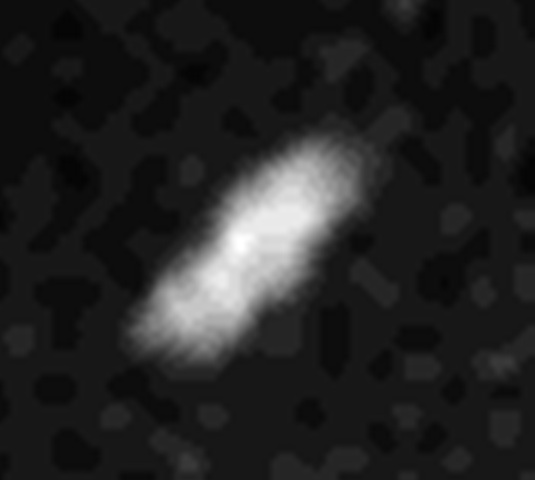
旅行者二號所拍攝的海衛三

海卫三(S/1989 N 6, Naiad)是环绕海王星运行的一颗卫星。
海卫三的英文名称 Naiad 取名自希腊神话中居住于溪水、泉水中并统辖这些水泽的仙女“Naiads”。
海卫三是旅行者2号于1989年发现的最后的一颗海王星卫星。就如海王星的其它卫星海卫四、海卫五和海卫六一樣，它們的外形都是不规则，而且並沒有任何地表活動的跡象。由於海卫三位於海王星的同步軌跡半徑以內，它正受到海王星的潮汐力量影響，並開始崩壞。將來海卫三可能會完全崩潰，成為海王星的光環之一，又或墜落於海王星的表面永遠消失。

## 基本参数
- 公转轨道半徑：48,227 千米
- 卫星平均直径：66千米
- 质量：1.9×1017千克
- 公转轨道周期：0.294 d (7 h 6 min)
- 公转轨道傾斜度：4.746°

1. ↑  . www.cbat.eps.harvard.edu.   [2022-03-24]. （原始内容存档于2017-09-28）.